# Pinguicula cubensis
Pinguicula cubensis este o specie de plante carnivore din genul Pinguicula, familia Lentibulariaceae, ordinul Lamiales, descrisă de Urquiola și Amp; Casper. Conform Catalogue of Life specia Pinguicula cubensis nu are subspecii cunoscute.